# In nullum avarus bonus est, in se pessimus
In nullum avarus bonus est, in se pessimus (лат. изговор: ин нулум аварус бонус ест, ин се песмимус). Тврдица ни према коме није добар, а према себи најгори.(Сенека)

## Поријекло изреке
Ову изреку је изрекао почетком нове ере познати римски књижевник и филозоф Сенека.

## Тумачење
Тврдица није добар човјек. Не само зато што ускраћује другима, већ и себи. Он је претјерано строг, посебно, према себи.